# Castell de Pardines
El Castell de Pardines és un castell del municipi de Pardines (Ripollès) declarat bé cultural d'interès nacional. És una fortalesa, són les ruïnes d'un edifici medieval prop l'església, potser l'antiga residència dels vescomtes de Cerdanya.

## Descripció
La façana consisteix en un llenç de mur de defensa que presentava únicament sis obertures en forma d'espitllera, obertes a un terç de l'alçada total del mur. D'aquestes espitlleres la primera i la tercera es troben actualment cegades, una pel mur del nou presbiteri de l'església de Sant Esteve i l'altra per una porta oberta modernament. La resta de les finestres de la façana han estat obertes en el decurs dels anys per acomodació d'ús de l'interior de l'edifici, ja que, exceptuant les que corresponen a les golfes, les altres no guarden cap harmonia.
A la banda dreta de la façana existeix l'arrencada d'un altre mur perpendicular a aquesta i a continuació hi ha una porta, que sembla original i que està enlairada, i al damunt d'aquesta es veuen les restes d'una altra obertura, avui dia tapiada; per les restes visibles a terra d'aquesta part de la façana, hom pensa que podria correspondre a una torre.

## Història
Hi ha poques notícies històriques de l'edifici. El comte Bernat Tallaferro havia residit a Pardines i havia intentat que la seva parròquia de Sant Esteve passés al bisbat de Besalú. El 1030 el comte Guifré II de Cerdanya, donà al seu fill, sacerdot Salomó, una casa i terres a Pardines que havien estat habitades per Bernat.
Per la relació que demostren aquests documents entre les propietats dels comtes de Cerdanya i l'església, es podria pensar que la casa a que es fa referència podria ser aquesta adossada a l'església de Sant Esteve. El 1370 Pardines era lloc reial, depenent del Comte de Barcelona, hereu dels de Cerdanya, i a aquesta època podria correspondre les restes de l'edifici actual.
A la part oposada d'aquesta façana es troben les dependències de l'actual Ajuntament.